# Pirita
För andra betydelser, se Pirita (olika betydelser).
Pirita är ett administrativt distrikt i Estlands huvudstad Tallinn. Det är Tallinns nordligaste distrikt.

## Stadsdelar
- Iru
- Kloostrimetsa
- Kose
- Laiaküla
- Lepiku
- Maarjamäe
- Merivälja
- Mähe
- Pirita